# Recopa Sudamericana 2013
De Recopa Sudamericana 2013 was de 21ste editie van de Zuid-Amerikaanse supercup die jaarlijks gespeeld wordt in het Zuid-Amerikaanse voetbal tussen de winnaars van CONMEBOL-competities Copa Libertadores en Copa Sudamericana.
Editie 2013 was een onderonsje tussen twee clubs uit het Braziliaanse São Paulo. Corinthians won beide wedstrijden tegen São Paulo FC.

## Gekwalificeerde teams
| Team        | Kwalificatie                   | Vorige deelnames |
| ----------- | ------------------------------ | ---------------- |
| Corinthians | Winnaar Copa Libertadores 2012 | geen             |
| São Paulo   | Winnaar Copa Sudamericana 2012 | 1993, 1994, 2006 |

## Wedstrijdinfo

### 1e wedstrijd
|                           |             |         |                                       |                                                                                          |
| 3 juli 2013 21:50 (UTC−3) | São Paulo   | 1 – 2   | Corinthians                           | Estádio do Morumbi, São Paulo Toeschouwers: 31.691 Scheidsrechter: Ricardo Marques (BRA) |
| 3 juli 2013 21:50 (UTC−3) | Aloísio 47' | Verslag | 29' Paolo Guerrero 76' Renato Augusto | Estádio do Morumbi, São Paulo Toeschouwers: 31.691 Scheidsrechter: Ricardo Marques (BRA) |

### 2e wedstrijd
|                            |                          |         |           |                                                                                          |
| 17 juli 2013 21:50 (UTC−3) | Corinthians              | 2 – 0   | São Paulo | Estádio do Pacaembu, São Paulo Toeschouwers: 38.050 Scheidsrechter: Paulo Oliveira (BRA) |
| 17 juli 2013 21:50 (UTC−3) | Romarinho 36' Danilo 69' | Verslag |           | Estádio do Pacaembu, São Paulo Toeschouwers: 38.050 Scheidsrechter: Paulo Oliveira (BRA) |